# 科斯塔·托马舍维奇
科斯塔·托马舍维奇（羅馬化：Kosta Tomašević，1923年7月25日—1976年3月13日），男，塞尔维亚足球运动员。他曾代表南斯拉夫参加1948年夏季奥林匹克运动会足球比赛，获得一枚银牌。